# KIYOSHI
Kiyoshi（きよし、1964年6月3日 - ）は、日本のロックギタリスト。千葉県船橋市出身。血液型B型。既婚。

## 概要
hide with Spread Beaverのメンバーだったことで知られる。過去にはJEWEL、VIRUS、SWEET DEATH、media youthなど様々なバンドに在籍。現在はMADBEAVERS、Lucy、machine、およびfreeman（ソロワーク）で活躍している。
- MADBEAVER　Gt.&Vo.Kiyoshi、Dr.JOE、Ba.EBI。3ピースR&Rバンド。
- Lucy　Gt.&Vo.Kiyoshi、Gt.&Vo.今井寿、Dr.&Vo.岡崎達成。めんたいロックに傾倒。
- machine　Vo.HAKUEI、Gt.Kiyoshi。デジロック・ユニット。

ライブではリフを弾いているはずのところで右手が上がっていることが多々あり、その時、JOEに「弾けー！」と言われているがKiyoshiの頭の中ではリフが鳴っているらしい。hideからは「両手離し奏法」と呼ばれていた。

## その他
2022年公開の映画『TELL ME ～hideと見た景色～』では、自身の役を笠原織人が演じる。

## ディスコグラフィ（ソロ名義）

### シングル
1. Something new,Somebody new（1997年4月23日）
2. Piece in motherfucker（1997年5月21日）

### アルバム
1. PRIMITIVE SUPERNOVA（1997年6月4日）
2. Be free（1997年12月25日）
3. ALIEN DIVE HERE（2000年7月19日）
4. CRASH AND CRASH（2000年7月26日）

### VHS
1. Kiyoshi Solo Live’98 MAD BEAVERS CIRCUIT（1998年10月21日）
2. VIDEO ALIEN DIVE HERE（2000年9月21日）